# Lucía Etxebarria
Lucía Etxebarria [ejtsd:ecsebaría] de Asteinza (Bermeo, Spanyolország, 1966. december 7. –), baszk származású spanyol írónő

## Élete
Népes családba született, hét gyermek közül ő a legfiatalabb. Először egy szerzetesnővérek által vezetett iskolában tanult. Újságírásból szerzett diplomát. Dolgozott tolmácsként, műfordítóként, pincérnőként, sajtó-osztályvezetőként.
Mint közéleti személyiséget többen ismerik, mint írónőt. Sok tévéműsorban szerepelt, botrányt okozva számos témával s főleg azokról való véleményével. Mielőtt regényíró lett, csekély jelentőségű funkciókat töltött be magazinoknál és lapoknál. Azután vált ismertté, hogy megkapta a Nadal-díjat.
Műveiben gyakran kapnak főszerepet nők, akik mindent megtesznek azért, hogy a sorsukat csakis ők irányíthassák.
Többször is vádolták plagizálással (mások műveinek jogtalan idézésével). Egy alkalommal emiatt 3000 euró büntetést fizetett Jorge Castelló pszichológusnak, akinek tanulmányából egész bekezdéseket koppintott.
Műveit eddig húsz nyelvre fordították le.

## Művei
- La historia de Kurt y Courtney: aguanta esto (1996) – Kurt Cobain és Courtney Love kapcsolatáról.

### Regények
- Beatriz y los cuerpos celestes (1998) Edinburgh-ban és Madridban játszódik és három nő életébe nyerünk bepillantást: ők Beatriz (biszexuális), Cat (leszbikus) és Mónica (heteroszexuális férfifaló). Megismerjük gyermekkorukat, amikor a családi légkör nyomasztóvá válik számukra, s felnőtté válásukat, amikor elmenekülnek otthonról, de később visszavágynak szülővárosukba.
- Nosotras que no somos como las demás (1999) Novellagyűjtemény. A 18 és 36 év közötti nők könnyen azonosulnak könyvei hősnőinek problémáival, öltözködésével, viselkedési és gondolkodásmódjukkal.
- De todo lo visible e invisible (2001)
- Una historia de amor como otra cualquiera (2003) 15 rövid történet, első pillantásra semmi közük egymáshoz, pedig valójában mindannyian összefonódnak.
- Un milagro en equilibrio (2004)
- Ya no sufro por amor (2005)
- Actos de Amor y Placer (2006)
- Cosmofobia (2007)
- Lo verdadero es un momento de lo falso (2010)

### Forgatókönyvek
- Sobreviviré (1999)
- Amor, curiosidad, Prozac y dudas (2001)
- I love you baby (2001)
- La mujer de mi vida (2001)

## Magyarul
Amor, curiosidad, Prozac y dudas (1997). Regényírói bemutatkozása. Hét kiadó utasította el, mire végre megjelent. Feminista szellemben íródott, három testvér története: a tökéletes háziasszonyé, a társaságkedvelő bombanőé és a sikeres üzletasszonyé.
- Szerelem, kíváncsiság, prozac és kétségek; ford. Mester Yvonne; Európa, Bp., 2004

## Díjak
- 1998 – Nadal-díj (Beatriz y los cuerpos celestes)
- 2000 – A Homoszexuális- és Leszbikus Fesztivál díja, Torino, Olaszország (Amor, curiosidad, Prozac y dudas)
- 2001 – Primavera de Novela-díj (De todo lo visible y lo invisible)
- 2004 – Planéta-díj (Un milagro en equilibrio)